# Blairstown (Iowa)
Blairstown es una ciudad situada en el condado de Benton, en el estado de Iowa, Estados Unidos. Según el censo de 2000 tenía una población de 682 habitantes.

## Geografía
Según la Oficina del Censo de los Estados Unidos, la localidad tiene un área total de 1,23 km², la totalidad de los cuales corresponden a tierra firme.

## Demografía
Según el censo de 2000, había 682 personas, 289 hogares y 195 familias residiendo en la localidad. La densidad de población era de 553,94 hab./km². Había 309 viviendas con una densidad media de 248,6 viviendas/km². El 99,41% de los habitantes eran blancos, el 0,15% de otras razas, y el 0,44% pertenecía a dos o más razas. El 0,29% de la población eran hispanos o latinos de cualquier raza.
Según el censo, de los 289 hogares, en el 30,1% había menores de 18 años, el 57,4% pertenecía a parejas casadas, el 8,3% tenía a una mujer como cabeza de familia, y el 32,2% no eran familias. El 28,7% de los hogares estaba compuesto por un único individuo, y el 16,3% pertenecía a alguien mayor de 65 años viviendo solo. El tamaño promedio de los hogares era de 2,36 personas, y el de las familias de 2,87.
La población estaba distribuida en un 24,8% de habitantes menores de 18 años, un 6,5% entre 18 y 24 años, un 27,1% de 25 a 44, un 19,2% de 45 a 64, y un 22,4% de 65 años o mayores. La media de edad era 39 años. Por cada 100 mujeres había 86,3 hombres. Por cada 100 mujeres de 18 años o más, había 86,5 hombres.
Los ingresos medios por hogar en la localidad eran de 40.662 dólares ($), y los ingresos medios por familia eran 47.778 $. Los hombres tenían unos ingresos medios de 36.705 $ frente a los 22.083 $ para las mujeres. La renta per cápita para la ciudad era de 16.828 $. El 11,0% de la población y el 5,9% de las familias estaban por debajo del umbral de pobreza. El 17,5% de los menores de 18 años y el 11,6% de los habitantes de 65 años o más vivían por debajo del umbral de pobreza.